# Kosmická psychologie
Kosmická psychologie je jednou z aplikovaných psychologických disciplín. Zabývá se problémy kosmonautů a možnostmi jejich psychologické podpory při dlouhodobých vesmírných projektech. Hlavními tématy jsou proto dlouhé odloučení člověka od ostatních lidí, problémy samoty, vypořádání se s nebezpečím a působení trvalého stresu či senzorické deprivace a dalšími tématy, specifickými pro pobyt v kabinách kosmických lodích. Kromě toho se zaměřuje i na výběr adeptů pro absolvování kosmonautického výcviku. Na Západě není příliš rozšířená a jako samostatný obor byla definována spíše ve Východním bloku a v Sovětském svazu.

## Emoce kosmonauta
Kosmonauté podléhají stejným emocem jako ostatní lidé. Někdy však emoce mobilizují duchovní síly a pomáhají člověku vyrovnat se se zdánlivě nesplnitelnými úkoly, jindy mají opačný vliv - ubíjejí vůli a psychiku, činí člověka nerozhodným, bezmocným. Orbitální lety a četné pozemní zkoušky dokázaly[zdroj⁠?!], že činnost kosmonautů, stejně jako letců, je spjata s obrovským nervovým napětím a vyžaduje zvlášť silnou vůli a schopnost ovládat své city.
Při slabé emocionální odolnosti a psychologické nepřipravenosti nevydrží vždy kosmonauti nervově emocionální napětí a kvalita jejich práce se prudce zhorší. Není proto divu, že v těchto situacích dochází u pilotů k fyziologickým změnám.

## Smyslová deprivace
Smyslová deprivace je zapříčiněna nedostatkem dojmů. V normálních podmínkách se denně naskýtají stovky a tisíce nejrůznějších podnětů vizuálních, sluchových a dalších. Pestrá škála počitků je vnímána smyslovými orgány a nervové podněty o nich přesně informují mozek. Člověk si sice každé podráždění neuvědomuje, ale pro normální činnost mozku je důležité. Při nedostatku trvalého podráždění mohou vzniknout vážné funkční poruchy.
Při dlouhých meziplanetárních letech jsou kosmonauti odsouzeni k pobytu ve stereotypním prostředí, kde není dne ani noci, ani ničeho, na co jsou zvyklí ze země.
Pro odstranění této senzorické deprivace může pomoci tvůrčí práce.

## Temperament kosmonautů podle Lebeděva
Ruský vědec Lebeděv přihlížel při výcviku kosmonautů k charakterovým vlastnostem a temperamentu každého jednotlivce. Využil Hippokratova členění charakteru: slabí lidé odpovídají melancholikům, silní, nevyrovnaní a vznětliví cholerikům, silní a vyrovnaní flegmatikům (který je vážný) a sangvinikům (který je pohyblivý).
Toto klasické dělení temperamentu podle Hippokrata sice vzdáleně odpovídá Eysenckově dvoufaktorovému modelu osobnosti, nicméně současná psychologie již klasické Hippokratovo kategorické dělení nepoužívá.

## Stav beztíže
Pocit ztráty tělesné váhy může za určitých podmínek pocítit každý z nás při fyzické zátěži - například, když si po náročném trekovém výstupu sundáme batoh. Příkladem „pocitu beztíže“ jsou také drogy. Přičemž jak u drog, tak i u fyzické zátěže se výraz „pocit beztíže“ (apod.) uplatňuje jen jako subjektivní popis právě prožívané úlevy či euforie. Jiná a nejvěrnější „náhražka“ stavu beztíže se procvičuje ve speciálních letadlech pro výcvik astronautů, kde letadlo, poté co nabere výšku, padá volným pádem k Zemi; jiným způsobem tréninku je též deprivační nádrž.